# Klinika Mayo
Klinika Mayo (anglicky: Mayo Clinic) je nezisková organizace, americké lékařské výzkumné a vzdělávací centrum a univerzitní nemocnice v Rochesteru v Minnesotě. Má rovněž několik nemocnic a klinik v Jacksonville na Floridě a ve Scottsdale a Phoenixu v Arizoně. Klinika Mayo dále spolupracuje s množstvím menších klinik a nemocnic v Minnesotě, Iowě a Wisconsinu.
Kliniku založil v roce 1889 doktor William Worrall Mayo a jeho dva synové, rovněž lékaři, William James Mayo a Charles Horace Mayo.

## Vstup do ČR
V roce 2006 klinika oznámila vstup do České republiky. V roce 2012 bylo ve spolupráci s Mayo Clinic otevřeno Mezinárodní centrum klinického výzkumu Fakultní nemocnice u sv. Anny (FNUSA-ICRC) v Brně.